# Glee: The Music, Volume 2
Glee: The Music, Volume 2 es el álbum debut de la banda sonora del elenco de la serie de televisión musical estadounidense Glee, con canciones de los episodios nueve-trece de la primera temporada de la serie. Fue lanzado por primera vez el 4 de diciembre de 2009 en Australia por Columbia Records. Ha sido certificado disco de platino en Canadá y Australia, y el oro en el Reino Unido y los Estados Unidos. Glee: The Music, Volume 2 recibió críticas mixtas de los medios gráficos, que elogiaron la voz de los miembros del reparto Lea Michele, Amber Riley, Kevin McHale pero sintió que el álbum era débil en los arreglos. Todas las canciones fueron lanzadas como sencillos y llevan a cabo en la serie, con la excepción de "Don't Make Me Over" -solo se utilizó una versión instrumental.

## Canciones
| N.º | Título                                    | Escritor(es)                                                        | Original artist(s)                         | Duración |  |
| 1.  | «Proud Mary»                              | John Fogerty                                                        | Creedence Clearwater Revival               | 3:43     |  |
| 2.  | «Endless Love»                            | Lionel Richie                                                       | Diana Ross and Lionel Richie               | 4:25     |  |
| 3.  | «I'll Stand by You»                       | Chrissie Hynde, Tom Kelly, Billy Steinberg                          | The Pretenders                             | 3:51     |  |
| 4.  | «Don't Stand So Close to Me / Young Girl» | Sting / Jerry Fuller                                                | The Police / Gary Puckett & The Union Gap  | 2:28     |  |
| 5.  | «Crush»                                   | Andy Goldmark, Mark Muller, Berny Cosgrove, Kevin Clark             | Jennifer Paige                             | 3:23     |  |
| 6.  | «(You're) Having My Baby»                 | Paul Anka                                                           | Paul Anka and Odia Coates                  | 2:47     |  |
| 7.  | «Lean on Me»                              | Bill Withers                                                        | Bill Withers                               | 4:17     |  |
| 8.  | «Don't Make Me Over»                      | Burt Bacharach, Hal David                                           | Dionne Warwick                             | 3:25     |  |
| 9.  | «Imagine»                                 | John Lennon                                                         | John Lennon                                | 2:23     |  |
| 10. | «True Colors»                             | Tom Kelly, Billy Steinberg                                          | Cyndi Lauper                               | 3:34     |  |
| 11. | «Jump»                                    | Alex Van Halen, David Lee Roth, Eddie Van Halen and Michael Anthony | Van Halen                                  | 3:57     |  |
| 12. | «Smile»                                   | Lily Allen, Iyiola Babalola, Darren Lewis                           | Lily Allen                                 | 3:14     |  |
| 13. | «Smile»                                   | Charlie Chaplin, John Turner, Geoffrey Parsons                      | Charlie Chaplin                            | 3:01     |  |
| 14. | «And I Am Telling You I'm Not Going»      | Tom Eyen, Henry Krieger                                             | Jennifer Holliday en el musical Dreamgirls | 4:06     |  |
| 15. | «Don't Rain on My Parade»                 | Jule Styne, Bob Merrill                                             | Barbra Streisand en el musical Funny Girl  | 2:47     |  |
| 16. | «You Can't Always Get What You Want»      | Mick Jagger, Keith Richards                                         | The Rolling Stones                         | 3:27     |  |
| 17. | «My Life Would Suck Without You»          | Max Martin, Dr. Luke, Claude Kelly                                  | Kelly Clarkson                             | 3:31     |  |

## Gráficas y certificaciones
| Chart (2009)             | Pico posición |
| ------------------------ | ------------- |
| Australian Albums Chart  | 8             |
| Canadian Albums Chart    | 5             |
| US Billboard 200         | 3             |
| US Billboard Soundtracks | 1             |

| Chart (2010)                    | Peak position |
| ------------------------------- | ------------- |
| Belgian (Wallonia) Albums Chart | 44            |
| Dutch Albums Chart              | 16            |
| Irish Albums Chart              | 1             |
| Mexican Albums Chart            | 39            |
| New Zealand Albums Chart        | 1             |
| UK Albums Chart                 | 2             |

| Chart (2011)                    | Peak position |
| ------------------------------- | ------------- |
| Belgian (Flanders) Albums Chart | 77            |
| French Albums Chart             | 74            |
| Italian Compilations Chart      | 20            |

| Chart (2009)            | Posición |
| ----------------------- | -------- |
| Australian Albums Chart | 71       |

| Chart (2010)             | Position |
| ------------------------ | -------- |
| Australian Albums Chart  | 41       |
| Canadian Albums Chart    | 29       |
| New Zealand Albums Chart | 29       |
| US Billboard 200         | 26       |
| US Billboard Soundtracks | 3        |

| País           | Certificación |
| -------------- | ------------- |
| Australia      | Platino       |
| Canada         | Platinum      |
| Irlanda        | 2x Platino    |
| Nueva Zelanda  | Oro           |
| Reino Unido    | Oro           |
| Estados Unidos | Oro           |